# Critical Reviews in Oncology Hematology
Critical Reviews in Oncology Hematology, abgekürzt Crit. Rev. Oncol. Hematol., ist eine wissenschaftliche Fachzeitschrift, die vom Elsevier-Verlag im Auftrag der European School of Oncology veröffentlicht wird. Die Zeitschrift wurde im Jahr 1983 gegründet und erscheint monatlich. Es werden Übersichtsarbeiten aus allen Bereichen der Hämatologie und Onkologie veröffentlicht.
Der Impact Factor lag im Jahr 2015 bei 5,039. Nach der Statistik des ISI Web of Knowledge wird das Journal mit diesem Impact Factor in der Kategorie Onkologie an 34. Stelle von 213 Zeitschriften und in der Kategorie Hämatologie an 14. Stelle von 68 Zeitschriften geführt.
Chefherausgeber ist Matti S. Aapro (Multidisciplinary Oncology Institute, Genolier, Schweiz).